# Lorenzo Venuti
Lorenzo Venuti (Montevarchi, Italia, 12 de abril de 1995) es un futbolista italiano que juega de defensa en la U. C. Sampdoria de la Serie B.

## Trayectoria
Comenzó su carrera deportiva en la ACF Fiorentina en 2014, siendo cedido para la temporada 2014-15 al Delfino Pescara 1936.
En la temporada 2015-16 se marchó cedido al Brescia Calcio, entre 2016 y 2018 hizo lo propio rumbo al Benevento Calcio, y en la temporada 2018-19 volvió a ser cedido, esta vez a la U. S. Lecce.
En la temporada 2019-20, por fin logró hacerse un hueco en la Fiorentina, debutando con el conjunto viola el 24 de agosto de 2019, en la derrota de la Fiorentina por 3-4 ante el S. S. C. Nápoles en un partido de la Serie A.
Abandonó Florencia de manera definitiva tras la temporada 2022-23 y regresó a la U. S. Lecce con un contrato de dos años. Solo estuvo uno, ya que en julio de 2024 fichó por la U. C. Sampdoria.

## Selección nacional
Fue internacional sub-18, sub-19, sub-20 y sub-21 con la selección de fútbol de Italia.

## Estadísticas

### Clubes
Actualizado al último partido disputado el 11 de febrero de 2024.
| Club                      | Div.          | Temporada     | Liga  | Liga  | Copas nacionales | Copas nacionales | Copas internacionales | Copas internacionales | Total | Total |
| Club                      | Div.          | Temporada     | Part. | Goles | Part.            | Goles            | Part.                 | Goles                 | Part. | Goles |
| ------------------------- | ------------- | ------------- | ----- | ----- | ---------------- | ---------------- | --------------------- | --------------------- | ----- | ----- |
| Brescia Calcio · Italia   | 2.ª           | 2015-16       | 27    | 0     | 2                | 0                | —                     | —                     | 29    | 0     |
| Brescia Calcio · Italia   | Total club    | Total club    | 27    | 0     | 2                | 0                | 0                     | 0                     | 29    | 0     |
| Benevento Calcio · Italia | 2.ª           | 2016-17       | 40    | 0     | 1                | 0                | —                     | —                     | 41    | 0     |
| Benevento Calcio · Italia | 1.ª           | 2017-18       | 31    | 0     | 1                | 0                | —                     | —                     | 32    | 0     |
| Benevento Calcio · Italia | Total club    | Total club    | 71    | 0     | 2                | 0                | 0                     | 0                     | 73    | 0     |
| U. S. Lecce · Italia      | 2.ª           | 2018-19       | 32    | 2     | 0                | 0                | —                     | —                     | 32    | 2     |
| ACF Fiorentina · Italia   | 1.ª           | 2019-20       | 16    | 0     | 2                | 0                | —                     | —                     | 18    | 0     |
| ACF Fiorentina · Italia   | 1.ª           | 2020-21       | 28    | 0     | 2                | 1                | —                     | —                     | 30    | 1     |
| ACF Fiorentina · Italia   | 1.ª           | 2021-22       | 23    | 0     | 5                | 2                | —                     | —                     | 28    | 2     |
| ACF Fiorentina · Italia   | 1.ª           | 2022-23       | 17    | 0     | 0                | 0                | 7                     | 0                     | 24    | 0     |
| ACF Fiorentina · Italia   | Total club    | Total club    | 84    | 0     | 9                | 3                | 7                     | 0                     | 100   | 3     |
| U. S. Lecce · Italia      | 1.ª           | 2023-24       | 7     | 0     | 1                | 0                | —                     | —                     | 8     | 0     |
| U. S. Lecce · Italia      | Total club    | Total club    | 39    | 2     | 1                | 0                | 0                     | 0                     | 40    | 2     |
| Total carrera             | Total carrera | Total carrera | 221   | 2     | 14               | 3                | 7                     | 0                     | 242   | 5     |